# (6784) Богатиков
(6784) Богатиков (лат. Bogatikov) — типичный астероид главного пояса, открыт 28 октября 1990 года советским астрономом Людмилой Черных в Крымской астрофизической обсерватории и 9 марта 2001 года назван в честь певца Юрия Богатикова.

## Обнаружение и именование
(6784) Богатиков
Открыт 28 октября 1990 года в Крымской астрофизической обсерватории Л. И. Черных.
Юрий Иосифович Богатиков (р. 1932) — русско-украинский певец, народный артист СССР, солист Крымской филармонии с 1975 года, исполнитель народных песен и вокальных произведений советских композиторов.
Оригинальный текст (англ.)6784 Bogatikov
Discovered 1990 Oct. 28 by L. I. Chernykh at the Crimean Astrophysical Observatory.
Yurij Iosifovich Bogatikov (b. 1932) is a Russian-Ukrainian singer, People's artist of the U.S.S.R., soloist of the Crimean Philharmonic Society from 1975 and a performer of folk songs and vocal works by Soviet composers.
Источники: 20010309/MPCPages.arc; M.P.C. 42356.

## Физические характеристики
Астероид относится к таксономическому классу S.
По результатам наблюдений в видимом и ближнем инфракрасном диапазоне космического телескопа NEOWISE диаметр астероида оценивался равным 6,188±0,155 км. Согласно тем же источникам альбедо оценивается как 0,3191±0,1239 и 0,319±0,124.